# Bierstil
Als Bierstil bezeichnet man den Überbegriff einer Kategorie von Bieren. Der Begriff wurde vom Autor Michael Jackson 1977 im ersten World Beer Guide geprägt und wird seit dieser Zeit sowohl in der Literatur, durch Biersommeliers als auch in der Beschreibung von Bieren im Marketing der Brauereien genutzt.

## Verwendung
Der Begriff Bierstil wird benutzt, um sich international zu verständigen, etwa um Bierbegleitungen zu Speisenfolgen zu erstellen, ohne Marken- oder Sortennamen verwenden zu müssen. Auch bei internationalen Wettbewerben wie dem World Beer Award, dem European Beer Star oder dem World Beer Cup werden unterschiedliche Bierstile verwendet. Dabei werden von den Veranstaltern verschiedene Stil- oder Kategoriebeschreibungen erstellt.
Eine solche Stilbeschreibung enthält sensorische Merkmale und Werte. Die sensorischen Merkmale werden nach den einzelnen Sinneswahrnehmungen eingeteilt, bei Bieren hauptsächlich in optische, olfaktorische (dazu zählen dann auch die geschmacklichen) und haptische Eindrücke. (Akustische Eindrücke werden meist nie beschrieben).
Bei den Werten spricht man von Alkoholwerten, von der Stammwürze, von Farbwerten (EBC oder SRM -Standard Reference Method), vom Bitterwert (EBU, European Bitterness Unit) und von Bandbreiten, in welchen bestimmte Geschmackseindrücke vorkommen dürfen. Diese werden oft in Prozent angegeben.

## Belege
1. ↑  Michael Jackson 1977: The World Guide to Beer.